# Cabaña de Perales
La cabaña de Perales fue una importante cabaña ganadera española de ovejas merinas trashumantes de la montaña oriental leonesa en los siglos XVIII, XIX y XX.

## Propietarios

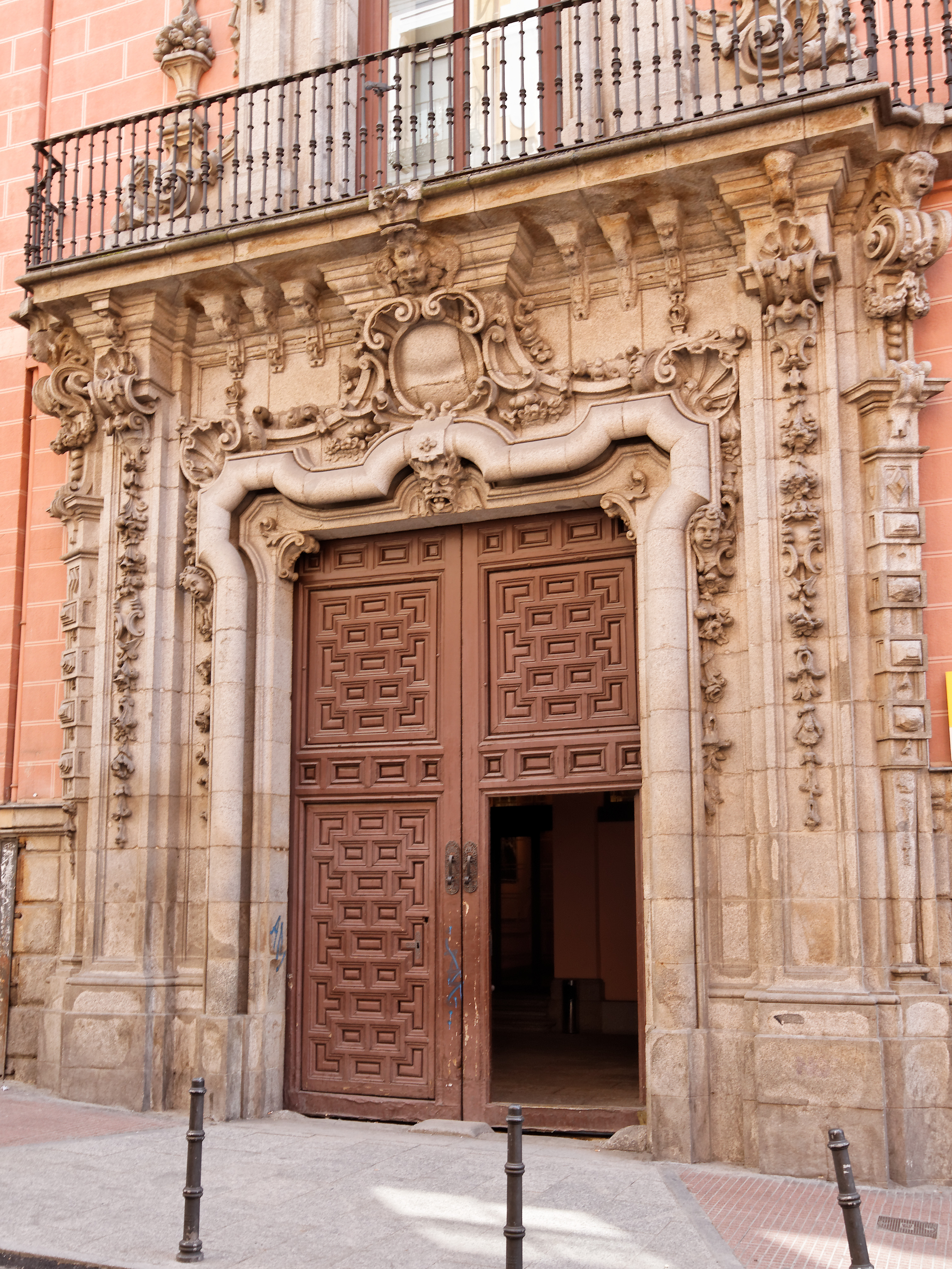
Puerta principal del Palacio del Marqués de Perales

La cabaña perteneció a los marqueses de Perales del Río.
Desde la Edad Media, la llamada “Real Dehesa de la Serena” pertenecía a la orden militar de Alcántara, que la administró hasta mediados del siglo XVIII. A partir de 1744 el monarca Felipe V de España decide enajenarla para sufragar los gastos de las guerras con Italia. Tras la compra de grandes encomiendas en la zona, el marqués de Perales pasó a ser en el siglo XIX el mayor propietario de La Serena y su cabaña una de las más importantes del país.
Dos hechos trágicos acontecieron a los marqueses de Perales en Madrid. El III marqués de Perales del Río –José Miguel Fernández de Pinedo González de Quijano- fue asesinado por una turba ciudadana en 1808, en su propio palacio en Madrid —desde finales del siglo XX sede administrativa de la Filmoteca Nacional de España, en la calle de la Magdalena— por traición al pueblo de Madrid, en el transcurso de la guerra de la Independencia española, por considerarlo afrancesado. Un siglo más tarde, la VII marquesa consorte de Perales –María de la O de Queralt y Fernández Maquieira– falleció en el atentado contra Alfonso XIII, el día de su boda, en la calle Mayor (Madrid).

## Mayorales y pastores
La cabaña de Perales estuvo tradicionalmente muy relacionada con el pueblo de Tejerina. Gran parte de los mayorales de esta cabaña pertenecieron a una familia de este pueblo. 
También de Tejerina y de los pueblos de la zona eran los pastores de la cabaña. En 1852 el marqués de Perales, entonces presidente de la Asociación de ganaderos del reino, nombró visitador extraordinario, con la misión de reconocer y describir la cañada real leonesa oriental en su totalidad, a Juan Manuel Escanciano –pastor de Tejerina de la cabaña de Perales, con gran experiencia en su recorrido. En el siglo XIX, fueron mayorales, sucesivamente, Antonio Escanciano, su yerno Heliodoro Rodríguez y, a partir de 1950, su hijo Dionisio Rodríguez Escanciano. 
Durante la guerra civil española la cabaña quedó aislada de sus dueños y de los pastos en la Serena (en zona leal a la Segunda República Española). El mayoral Heliodoro Rodríguez, fiel a sus amos y a la supervivencia del rebaño, llevó durante tres años las 12 000 cabezas desde los puertos de Portilla de la Reina en León a dehesas de Cáceres, donde había arrendado a crédito pastos para el ganado. Al finalizar la guerra, los dueños que daban por perdida la cabaña, se encontraron con ella intacta gracias al celo y oficio de Heliodoro y sus pastores.

## Ganadería
La cabaña de Perales fue una de las más importantes del país. Fundada por el conde de San Rafael, que la vendió a Curiel, y éste al marqués de Perales del Río, que al ganado procedente de Curiel agregó animales de la antigua cabaña de Velasco y otros procedentes del monasterio de las Huelgas de Burgos. La lana era de extraordinaria calidad por su finura, su tono, elasticidad y rendimiento.
A mediados del siglo XVIII la cabaña tenía más de 30 000 cabezas. En la guerra de la Independencia española la cabaña casi desapareció tras diversos saqueos, quedando solo las ovejas pertenecientes a las escusas de los pastores -unas 900 ovejas-, que estos habían llevado a parajes poco accesibles. El marqués de Perales adquirió sus ovejas, creando de nuevo la cabaña entre los años 1821 y 1824. A principios del siglo XX estaba compuesta por nueve rebaños de ovejas y uno de carneros, unas 12.000 cabezas.

## Pastos y otras ubicaciones de la cabaña
Pastos de verano: En verano la cabaña ocupaba los dieciséis puertos de montaña de Portilla de la Reina, donde las ovejas estuvieron pastando más de sesenta años seguidos, hasta que en 1948 no se pusieron de acuerdo en el precio del arriendo. Pasaron después a utilizar puertos de Lois y el vecino municipio de Ciguera.
Invernada: En Extremadura, la cabaña de Perales disponía de varias fincas entre el Guadiana y el Zújar, destacando la finca de Quintovaca y la Casa Grande del Bercial, con viviendas para los marqueses, mayoral, guarda mayor y ropería.
Trashumancia: El viaje lo realizaban fundamentalmente por la Cañada Real Leonesa Oriental. Pese a que en 1898, el marqués de Perales, entonces presidente de la Asociación de Ganaderos del Reino, solicitó a la compañía ferroviaria MZA tarifas para el traslado de ganado trashumante, la cabaña de Perales no utilizó el ferrocarril hasta el año 1951.
Ropería: La Cabaña de Perales tuvo "ropería" en el pueblo leonés de Las Salas desde 1783, año en que se firmaron las capitulaciones entre el marqués y dicho pueblo para su construcción. En Extremadura la cabaña tenía "ropería" en la finca de Quintovaca. En Esparragosa de Lares la cabaña de Perales tuvo una casa para el cuidado de los pastores enfermos.
Esquileo: Tradicionalmente el esquileo de la cabaña de Perales tenía lugar en El Espinar en Segovia, donde aún se mantiene en pie el palacio del esquileo del marqués de Perales.